# Сакураї Дзюн
Дзюн Сакураї (桜井 純, Sakurai Jun, 31 січня 1933 — 1 листопада 1982) — японсько-американський фізик і теоретик елементарних частинок.

## Творча біографія
Бувши аспірантом Корнелльського університету, Сакурай самостійно відкрив теорію V-A слабких взаємодій.
Він автор популярної дипломної роботи «Сучасна квантова механіка» (1985, опублікована посмертно) та інших текстів, таких як «Принципи інваріантності та елементарні частинки» (1964) і «Розширена квантова механіка» (1967).
Сакураї помер від аневризми в 1982 році під час візиту в ЦЕРН.

## Премія Сакураї
У 1984 році родина та друзі Дж. Дж. Сакураї заснували на його честь премію для фізиків-теоретиків. Метою премії, як зазначено на вебсайті APS, є заохочення видатних робіт у галузі теорії елементарних частинок. Реципієнти отримують грант у розмірі 10 000 доларів США, кошти на проїзд на церемонію та сертифікат про їхній внесок у фізику елементарних частинок.

## Інтернет-ресурси
- University of California: In Memoriam, 1985
- Scientific publications of J. J. Sakurai on INSPIRE-HEP